# Onsala

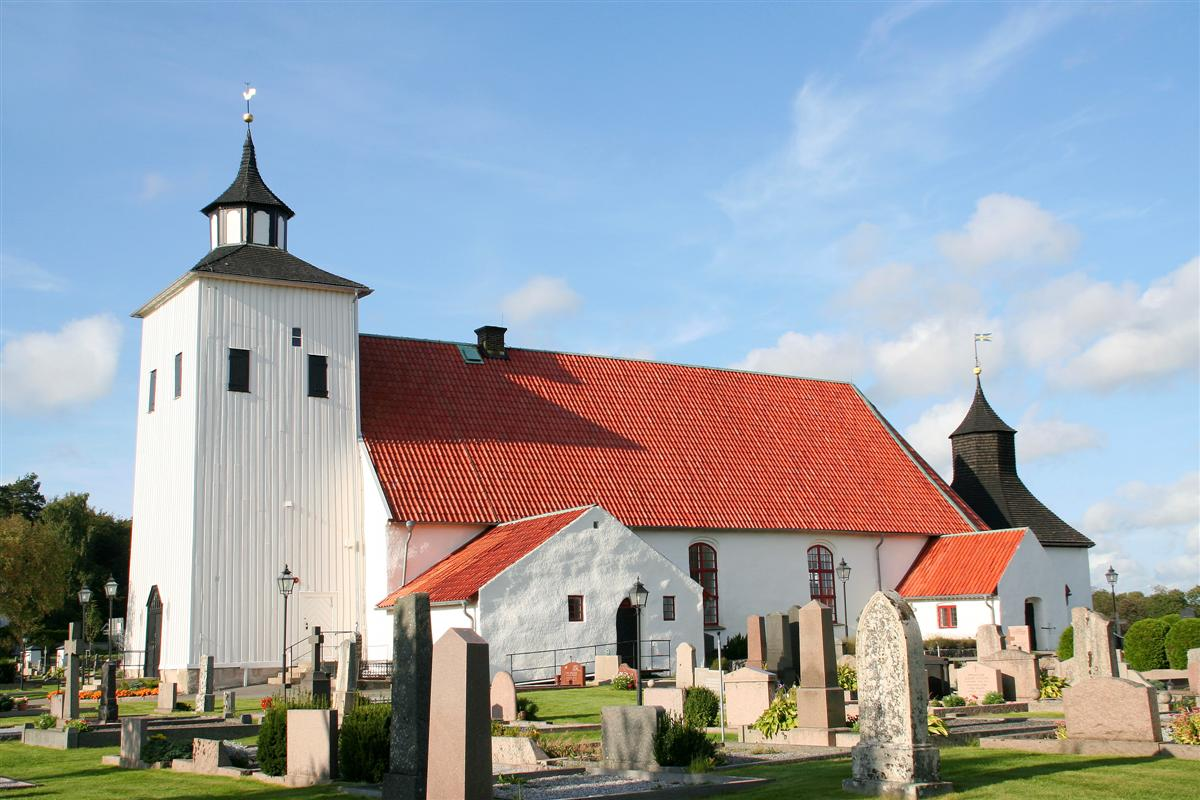
Die Kirche von Onsala aus dem 17. Jahrhundert

Onsala ist eine Ortschaft (tätort), die im nördlichsten Teil der schwedischen Provinz Hallands län und der historischen Provinz Halland liegt. Sie bildet zusammen mit Gottskär eine eigene Verwaltungseinheit.
Der Ort in der Gemeinde Kungsbacka, liegt ungefähr zehn Kilometer von der Stadt Kungsbacka und 45 km von Göteborg entfernt, auf der Halbinsel Onsala, der größten Halbinsel Schwedens.
Onsala ist gemeinsam mit Gottskär ein mittlerweile beliebtes Urlaubsziel und hat eine eigene Krankenstation, ein Postamt und andere modernere Infrastrukturgebäude. In Onsala steht auch das OSO (Onsala Space Observatory), das Forschung im Bereich der Astronomie und Radiologie für die Technische Hochschule Chalmers in Göteborg betreibt.

## Geschichte
Im 19. Jahrhundert war Onsala sehr beliebt für ihre Sommerhäuser. 1966 hatte Onsala nur 1.839 Einwohner, bis heute (Stand 2015) stieg die Bevölkerungszahl jedoch auf über 12.000 Einwohner an. Mitverantwortlich für diesen Anstieg war die Erweiterung der Autobahn von Göteborg nach Onsala.

## Namensursprung
Als die Wikinger im ersten Jahrtausend an Stelle der heutigen Onsala kyrka (Onsala-Kirche) einen Opferplatz errichteten, gaben sie dem Dorf den Namen Odens Sal. Im Laufe der Zeit entwickelte sich daraus der Ortsname Onsala.

## Söhne und Töchter des Ortes
- Per Thomas Linders (* 1975), Handballspieler
- Ebba Jungmark (* 1987), Hochspringerin
- Angelica Augustsson Zanotelli (* 1987), Springreiterin
- Tobias Rivesjö (* 1989), Handballspieler
- Fredrik Bergström (* 1990), Segler